# 松本秀之 (情報システム学者)
松本 秀之 （まつもと ひでゆき、1962年 - ）は、埼玉県出身の情報システム学者。研究領域は、グローバリゼーション論、金融市場論、投資銀行論、情報システム戦略論、多国籍企業論、および比較文化論。

## 学歴
埼玉県立浦和高等学校、慶應義塾大学経済学部卒業後、アイルランド国立大学において経営情報学 修士号 (M.Sc.)、ロンドン大学バークベック・カレッジコンピューターサイエンス情報システム研究所において情報システム学 博士号 (Ph.D.) を取得。

## 研究
博士研究のテーマは、「多国籍投資銀行におけるグローバル情報システム戦略の比較文化研究」。社会調査の質的調査手法であるグラウンデッド・セオリーを用い、帰納的理論構築を行うことで「スポンサー確定モデル」を導き出し、欧米系投資銀行と日系投資銀行との間には、グローバル情報システム戦略のマネジメントメカニズムに、根本的な差異があることを指摘した。

## 活動
International Federation for Information Processing Working Group 8.2(IFIP 8.2)メンバー、ロンドン大学バークベック・カレッジコンピューターサイエンス情報システム研究所 客員研究フェロー、早稲田大学IT戦略研究所 客員研究員、経済産業研究所 コンサルティングフェロー、および Japan Association for Information Systems(JPAIS)欧州代表。